# Trebsen/Mulde
Trebsen/Mulde település Németországban, azon belül Szászország tartományban. Lakosainak száma 3771 fő (2023. december 31.). Trebsen/Mulde Bennewitz, Wurzen, Grimma, Naunhof és Brandis községekkel határos.

## Népesség
A település népességének változása:
| Lakosok száma | 3851 | 3857 | 3813 | 3777 | 3762 | 3771 |
|               | 2016 | 2017 | 2019 | 2021 | 2022 | 2023 |